# Louis Partridge
Louis Partridge   (Wandsworth, 3 de juny de 2003) és un actor anglès, conegut pel seu paper com a vescomte Tewksbury a la pel·lícula de Netflix Enola Holmes.

## Biografia
Va néixer a Wandsworth (Londres) el 3 de juny de 2003. Va començar a actuar per casualitat quan els 12 anys va participar en un curtmetratge de tres dies que li va despertar l'interès per la professió.
Des del 2016 combina la interpretació amb els estudis de secundària. Després de graduar-se vol actuar a temps complet.
És autodidacta i no ha estudiat en escoles d'interpretació. Està interessat en papers que li permetin «fer alguna cosa que involucri acció o acrobàcies». També vol treballar amb els directors Luca Guadagnino i Martin Scorsese.
El seu paper de Piero de' Medici a Medici el va fer conegut entre el públic. Abans també havia sortit a Paddington 2. Es va fer conegut pel seu paper de Lord Tewksbury a la pel·lícula de Netflix Enola Holmes. Va ser elogiat per la seva naturalitat en la primer pel·lícula de la seva carrera.
Durant la gravació d'Enola Holmes es va fer amic de l'actriu i productora Millie Bobby Brown, uns quants mesos més jove que ell.
Actualment treballa en la preproducció de l'obra Emil and the detectives al National Theatre sota la direcció de Bijan Sheibani i en la pel·lícula de Livia De Paolis, The Lost Girls, on interpreta Peter Pan.
Sap tocar el piano.

## Filmografia

### Pel·lícules
| Any  | Títol                          | Paper               | Notes           |
| ---- | ------------------------------ | ------------------- | --------------- |
| 2014 | Beneath Water                  | Felix               | Curtmetratge    |
| 2014 | About a Dog                    | Gav de jove         | Curtmetratge    |
| 2015 | Pan: Viatge al País de Mai Més | Miner               | Sense acreditar |
| 2016 | Second Skin                    | Nen de la natura    | Curtmetratge    |
| 2017 | Amazon Adventure               | Henry Bates de jove |                 |
| 2017 | Paddington 2                   | G-Man               |                 |
| 2020 | Enola Holmes                   | Vescomte Tewkesbury |                 |

### Televisió
| Any  | Títol   | Paper            | Notes                     |
| ---- | ------- | ---------------- | ------------------------- |
| 2014 | Boomers | Alf              | Episodi 1x04              |
| 2019 | Medici  | Piero de' Medici | 4 episodis (3a temporada) |